# Massimiliano Alvini
Massimiliano Alvini (Fucecchio, Italia, 20 de abril de 1970) es un exfutbolista y entrenador italiano. Actualmente dirige al Frosinone.

## Trayectoria

### Como jugador
Como futbolista, Alvini se desempeñó como defensa. Pasó su carrera en clubes amateur en su natal Toscana hasta su retiro en 2000 debido a las lesiones.

### Como entrenador
Tras su retiro comenzó su carrera como entrenador en clubes de Eccellenza y Promozione.
En 2008 fue contratado por el modesto Tuttocuoio, donde en sus siete años en el club logró ascender al club desde Promozione a Lega Pro, tercer nivel italiano.
En 2015 fue despedido de Tuttocuoio y aceptó el cargo de entrenador en el Pistoiese de la Lega Pro, sin embargo fue despedido en abril de 2016.
El 11 de agosto de 2016 fue nombrado nuevo entrenador del AlbinoLeffe, club que dirigió hasta noviembre de 2018.
El 18 de junio de 2019, Alvini firmó contrato con el Reggiana, donde en su primera temporada de Serie C ganó el ascenso vía play-offs venciendo al Bari en la final. Ganó el premio Panchina d'Oro como mejor entrenador de la Serie C. El club regresó a la Serie B después de 21 años, sin embargo descendió al término de la temporada.
El 16 de junio de 2021 el entrenador aceptó la oferta del Perugia de la Serie B, recién ascendido. Bajo su dirección, el Perugia quedó en octavo lugar clasificando a play-offs siendo eliminado por el Brescia. Alvini dejó el club el 8 de junio de 2022 bajo mutuo acuerdo.
El 9 de junio de 2022, Alvini fue nombrado nuevo entrenador del U.S. Cremonese de la Serie A. El 14 de enero fue despedido del club tras la derrota ante el A. C. Monza.
En junio de 2023, fue contratado como entrenador del Spezia en la Serie B italiana, con el objetivo de devolver a los ligures a la máxima categoría.Sin embargo, fue despedido el 15 de noviembre de 2023, dejando al club cerca de la zona de descenso.
El 20 de junio de 2024, fue oficializado como entrenador del Cosenza y firmó por dos temporadas.No obstante, en febrero de 2025, fue relevado de sus funciones tras una serie de malos resultados que ubicaron al equipo en puestos de descenso. Un mes más tarde, fue recontratado para ocupar el cargo. El descenso matemático llegó el 4 de mayo tras la derrota contra el Südtirol a dos jornadas del final, terminando la temporada en el último puesto con 30 puntos. El 2 de julio de 2025, rescindió su contrato con el club calabrés.
En julio de 2025, asumió al frente del Frosinone.

## Clubes

### Como jugador
| Club          | País   | Año       |
| ------------- | ------ | --------- |
| Firenze Ovest | Italia | 1992-1993 |
| Signa         | Italia | 1993-2000 |

### Como entrenador
| Club        | País   | Año           |
| ----------- | ------ | ------------- |
| Signa       | Italia | 2001-2003     |
| Quarrata    | Italia | 2003-2004     |
| Signa       | Italia | 2004-2006     |
| Quarrata    | Italia | 2006-2007     |
| Tuttocuoio  | Italia | 2008-2015     |
| Pistoiese   | Italia | 2015-2016     |
| AlbinoLeffe | Italia | 2016-2018     |
| Reggiana    | Italia | 2019-2021     |
| Perugia     | Italia | 2021-2022     |
| Cremonese   | Italia | 2022-2023     |
| Spezia      | Italia | 2023          |
| Cosenza     | Italia | 2024-2025     |
| Cosenza     | Italia | 2025          |
| Frosinone   | Italia | 2025-presente |

## Palmarés

### Títulos nacionales
| Título  | Club       | País   | Año               |
| ------- | ---------- | ------ | ----------------- |
| Serie D | Tuttocuoio | Italia | 2012-13 (Grupo D) |

### Distinciones individuales
| Distinción                                     | Año  |
| ---------------------------------------------- | ---- |
| Panchina d'Oro: Mejor entrenador de la Serie C | 2020 |